# پیتر گرین (موسیقی‌دان)
پیتر گرین (انگلیسی: Peter Green؛ زادهٔ ۲۹ اکتبر ۱۹۴۶) گیتارنواز و موسیقی‌دان بلوز راک اهل بریتانیاست که بیشتر به‌خاطر پایه‌گذاری گروه فلیتوود مک شناخته می‌شود. او یکی از برترین گیتارنوازان تاریخ موسیقی راک به‌شمار می‌رود. نامش در سال ۱۹۹۸ به تالار مشاهیر راک اند رول وارد شد.
گرین مبتلا به بیماری اسکیزوفرنی است و در اواسط دههٔ ۱۹۷۰ چند بار در بیمارستان‌های روانی بستری شده و بارها درمان با ضربهٔ الکتریکی تشنج‌آور را تجربه کرده است.